# Oil's Well That Ends Well
Oil's Well That Ends Well (br.: É o fim) é um filme de curta metragem estadunidense de 1958, dirigido por Jules White. É o 188º de um total de 190 filmes da série com os Três Patetas produzida pela Columbia Pictures entre 1934 e 1959.

## Enredo
Os Três Patetas ficam desempregados e recebem uma carta do pai pedindo dinheiro para realizar uma cirurgia. Ele diz ao trio para irem até sua antiga propriedade no campo tentar descobrir urânio. Os Patetas vão até lá e encontram algumas rochas do minério mas Joe explode tudo ao sentar no detonador da dinamite. Antes de irem embora, os Patetas vão até um poço pegar água mas não sai nada. Depois de limparem a bomba eles tentam novamente e Joe deseja "ficar rico". Imediatamente começa a jorrar petróleo do poço. Moe pede a Joe para sentar no cano da bomba para parar o jorro e momentanemanete ele consegue. Mas logo o jorro volta e Joe fica suspenso há muitos metros do chão. Depois de pedir ajuda e cair, ele volta a ficar no ar e acaba gostando, dizendo que isso sim "é nadar em dinheiro".

## Citações
- Joe: "Ei Moe, Eu estava pensando...-"
- Moe: "Toda vez que você pensa, a nação enfraquece!"